# フロズルの歌
フロズルの歌は、「ヘルヴォルとヘイズレク王のサガ」の一部。このサガは16章からなるが、12-15章内の韻文部がこう呼ばれる。
しばしば古エッダのひとつに数えられる。ゴート族とフン族の戦争を扱う。

## 内容
ゴート国のヘイズレク王には嫡子アンガンチュールと庶子フレズ、娘ヘルヴォルがいた。ヘイズレク王が死ぬとアンガンチュールが王となった。
- 1-16節　フレズはフン族を味方にし、王国の半分をアンガンチュール王に要求する。交渉は決裂する。
- 17-23節　フン族はゴート国に侵入する。戦いの中でヘルヴォルも死ぬ。
- 24-32節　ゴートの老騎士ギズルがフン族と決戦場を交渉。
- 33,34節　ゴート族の勝利で戦争が終わり、フレズは戦死。アルガンチュール王がフレズに対し弔辞を述べる。

## 史実との関係
4-5世紀にゴートとフンは何度か戦っており、なんらかの史実が反映されていると思われる。ただしこの歌の中で実在が確認されている人物はいない。